# イザベラ・ビートン

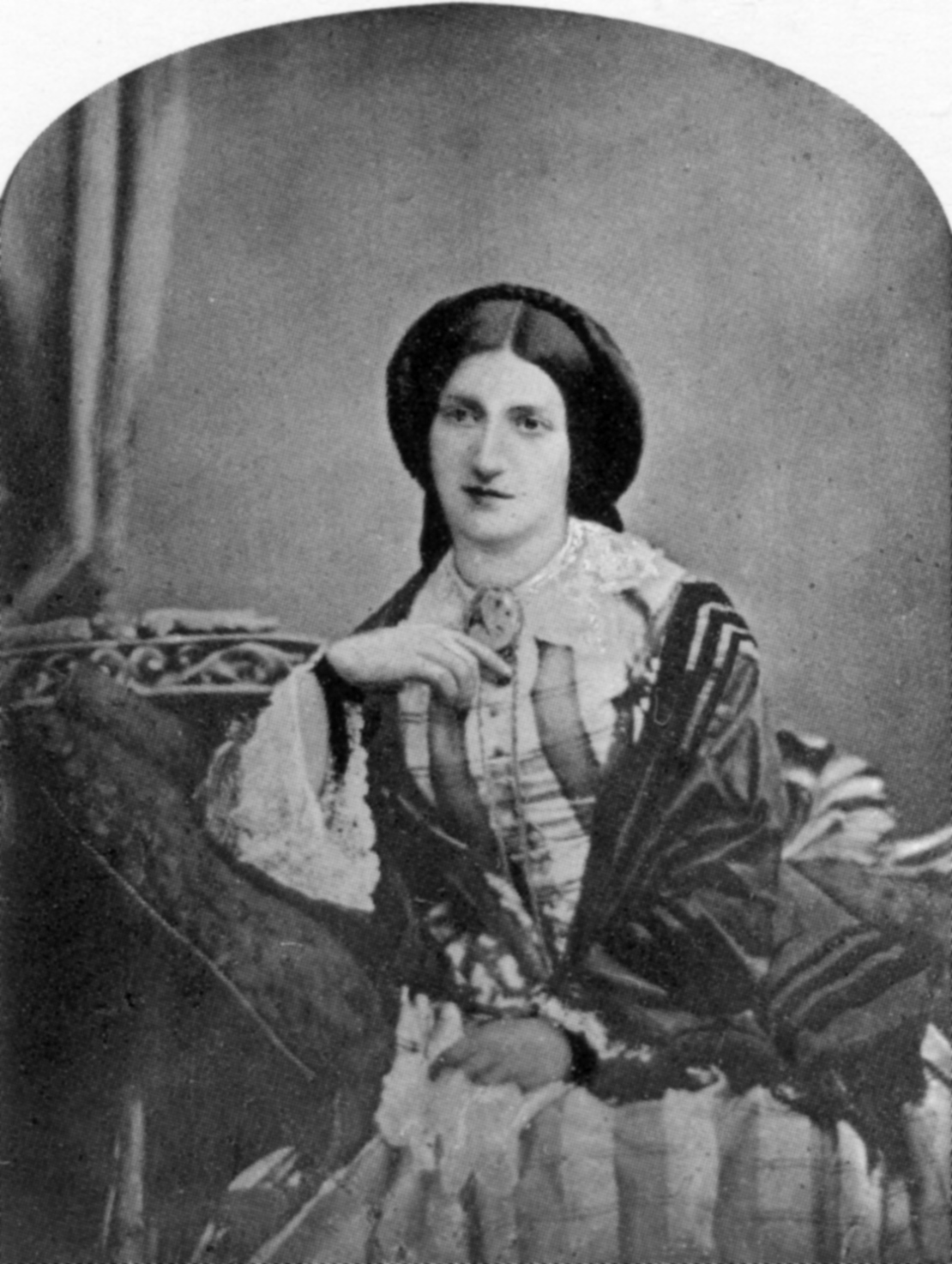
ビートン夫人の肖像写真 (1860-5)

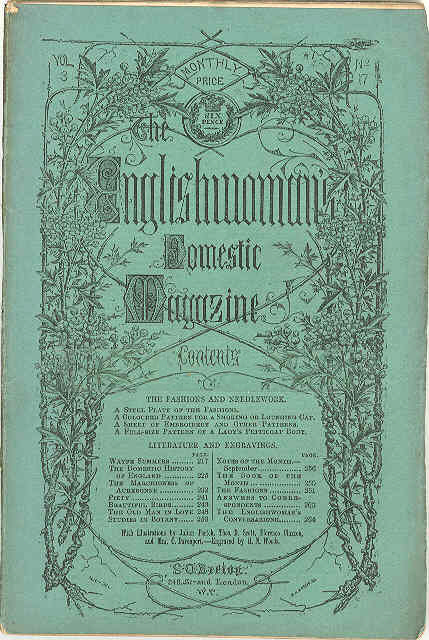
1861年9月『英国女性の家庭画報（The Englishwoman's Domestic Magazine ）』の表紙

イザベラ・メアリー・ビートン（Isabella Mary Beeton、旧姓メイソン、1836年3月12日 - 1865年2月6日）は、『ビートン夫人の家政読本』を著したイングランドの作家であり、ビートン夫人として世界的に知られている。彼女はまた、歴史的に最も有名な料理著作家である。

## 背景
イザベラは、イングランドのロンドン、チープサイドのミルク・ストリート24で生まれた。彼女の父ベンジャミン・メイソンは彼女が幼いうち亡くなり、彼女の母エリザベス・ジェラムは、寡夫で4人の子持ちのヘンリー・ドーリングと再婚した。サリー州エプソンで暮らし、ヘンリーはエプソン競馬場の経営者であった。イザベラはドイツ、ハイデルベルクの学校に留学し、そこで名ピアニストとなった。その後エプソンに戻った。
彼女の甥は、アルスター統一党の議員ウォルター・スマイルズ卿であり、彼女の姪孫、フィッシャー夫人もまたアルスター統一党の議員だった。

## 結婚と経歴
イザベラの夫、サミュエル・オーチャート・ビートンもまた、ミルク・ストリートで生まれた。エプソンに移り住んだ後も、2人の母たちは連絡を取り続けた。ロンドンに訪れた際、イザベラはサミュエル・ビートンに紹介された。ビートンは本および大衆雑誌の出版人となった。彼らは1856年7月10日にエプソン・パリッシュ教会で挙式をあげた。その年の8月に、最初の家であるハッチ・エンドのイタリア風建物に引っ越した。
最初の子供、サミュエル・オーチャートが1857年5月に生まれたが、その年の8月にクループで亡くなった。1859年に2人目の息子が生まれ、サミュエル・オーチャートと同じく名付けた。
ハッチ・エンドに住む頃、イザベラは夫の刊行書のために、料理と家政に関する記事を書き始めた。1859年から1861年の間、『英国女性の家庭画報』向けに毎月の追加記事を書いた。1861年10月に、追加記事がまとめて1冊の本として発行された。その本、『家政読本（The Book of Household Management）』は、女主人、ハウスキーパー、料理人、キッチン・メイド、バトラー、フットマン、コーチマン（御者）、ヴァレット（近侍）、上級および下級ハウスメイド、レディーズ・メイド（侍女）、メイド・オブ・オールワーク（雑役婦）、洗濯メイド、保母およびナースメイド、乳母、看護婦等々で構成される。また、衛生、医学上および法律上の覚え書き、快適な家庭生活に関連する全てについての使用、発祥の歴史、および財産も含まれる。
ビートンは1861年秋にハッチ・エンドから移った。
その年の12月、ブライトンでの休暇中に彼らの子が猩紅熱を発病し、大晦日に亡くなった。ビートン夫人は他に2人の息子、オーチャート（1863年大晦日）とメイソン・モス（1865年1月）を産んだ。
ハッチ・エンドの彼らの家は1940年9月の空襲でドイツ軍による爆弾で破壊された。その場所は現在店舗街となっているが、近くの小路が「ビートン・クローズ」と名付けられている。

## 『家政読本』
『ビートン夫人の家政読本』として知られるこの本は、主としてヴィクトリア朝時代の家庭運営の手引書であり、ファッション、保育、畜産、毒、使用人の管理、科学、宗教、および産業主義について助言している。
1,112ページにわたる900以上のレシピの記載より、『ビートン夫人の料理書』との俗名がある。レシピのほとんどは、着色した図解付きであり、現在使われるレシピの形式を示す最初の本である。多くのレシピは実際に他の作品（イライザ・アクトン (Eliza Acton) を含む）の盗用といわれたが、ビートンは本の内容はオリジナルであるとは主張することはなかった。この本は、中流階級を望む人に向けた信頼できる情報の入門書を意図していた。多くの段落は明らかに引用であり、ビートン夫人は作家としてよりも、その編集者として述べるべきであろう。

## 若くしての死
4人目の子を産んだ直後の1865年1月に、イザベラは産褥熱にかかり、1週間後に28歳で亡くなった。夫はそれから12年後の1877年6月に、結核により46歳で亡くなった。
彼らは、南ロンドンのウエスト・ノーウッド墓地の、普通の墓石の下に埋葬された。

## 『ビートン夫人の秘密の人生』
2006年にBBCテレビは、アンナ・マデリー主演で、伝記ドラマ『ビートン夫人の秘密の人生（The Secret Life of Mrs Beeton）』を放送した。このドラマはビートン夫人のフェミニストとしての経歴を強調し、彼女が本を相対的に若いころ執筆し、若くして死んだことに多くの視聴者が気づかないことを前提に演じられた。
テレビドラマは、ビートン夫人が夫から感染した梅毒に苦しみ、これが彼女の死と彼女の2人の子の死に通じたとの（キャスリン・ヒューによる伝記で発表した）推察を暗示するようだが、この推察に関する確固たる証拠は全くない。このドラマはジョン・ジョーンズが監督した。

## ギャラリー

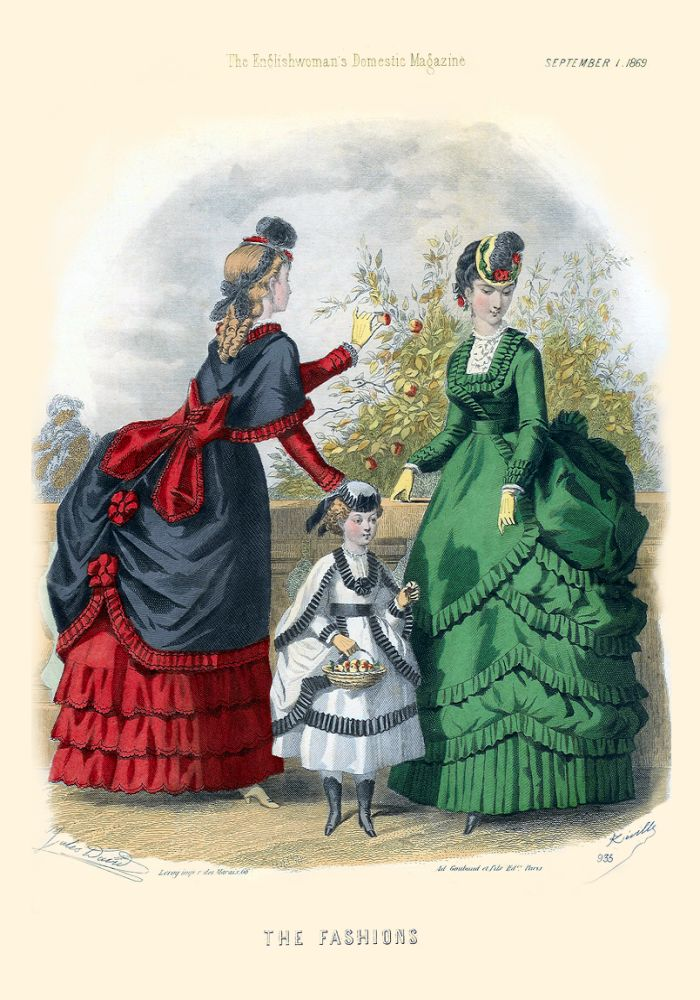
ファッションプレート、1869年の『英国女性の家庭画報』より
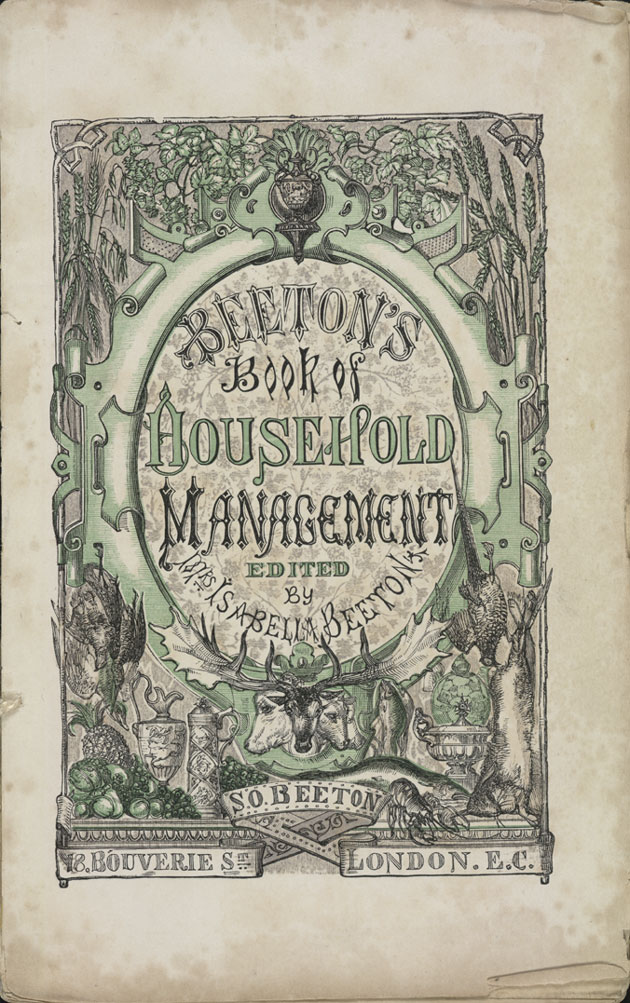
『家政読本』の表紙
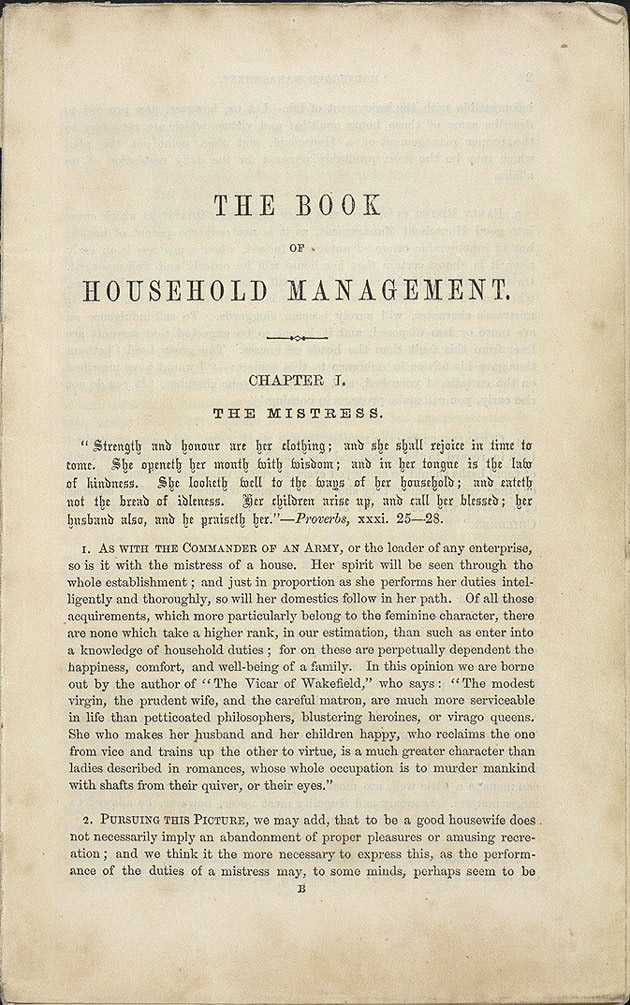
『家政読本』の第1章
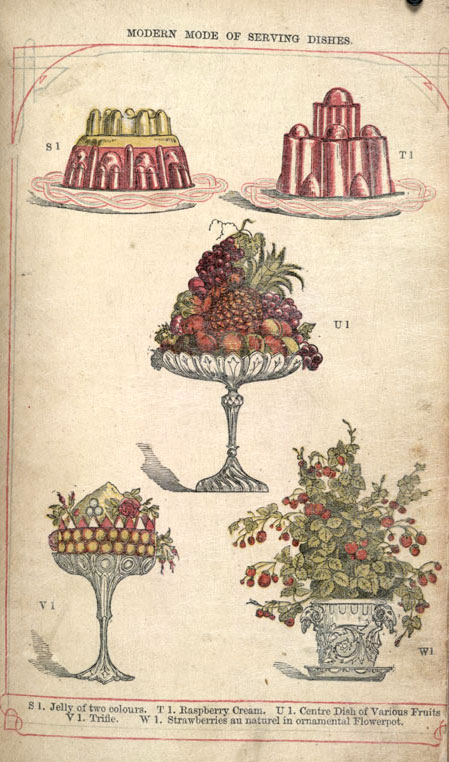
『家政読本』の図解

## 文献
- Susan Watkin: Know Your Onions or Mrs Beeton’s Hinterland, Lulu Press, 2006.
- Kathryn Hughes: The Short Life and Long Times of Mrs Beeton, 2005, ISBN 1-84115-374-5
- Margaret Beetham:A Magazine of Her Own?: Domesticity and Desire in the Woman’s Magazine, 1800-1914. London, 1996.
- Michael Hurd: Mrs Beeton’s Book, a Music-Hall Guide to Victorian Living, London, 1984.
- Sarah Freeman: Isabella and Sam: The Story of Mrs Beeton, London: Victor Gollancz, 1977.
- Elizabeth David: Isabella Beeton and Her Book, in: Wine and Food, Spring 1961.
- H. Montgomery Hyde: Mr. and Mrs. Beeton, London: George S. Harrap & Co, 1951.
- Nancy Spain: Mrs. Beeton and her husband by her grand niece, London: Collins, 1948. Later: Beeton Story (1956).
- 『ビートン夫妻のヴィクトリア朝婦人生活画報』全4巻＋別冊、中島俊郎 ISBN 4-902454-12-2
- 『家内心得草 : 一名保家法および附録』ビートン夫人（穂積清軒 訳、1876年）
- 『Mrs. BeetonのBook of Household Management -イギリスにおける古典的調理書-』 小笠原規子、1990年